# 108-й меридіан східної довготи
108-й меридіан східної довготи — лінія довготи, що лежить на 108 градусів східніше Гринвіцького меридіана. Вона проходить від Північного полюса через Північний Льодовитий океан, Азію, Індійський океан, Південний океан та Антарктиду до Південного полюса.
108-й меридіан східної довготи формує велике коло разом із 72-гим меридіаном західної довготи.

## Список географічних об'єктів, що перетинає 108° сх. д.
Починаючи на Північному полюсі та рухаючись до Південного полюса, 108-й меридіан східної довготи проходить через:
| Координати                                                   | Країна, територія або море | Примітки                                                                                         |
| ------------------------------------------------------------ | -------------------------- | ------------------------------------------------------------------------------------------------ |
| 90°0′ пн. ш. 108°0′ сх. д. / 90.000° пн. ш. 108.000° сх. д.  | Північний Льодовитий океан |                                                                                                  |
| 79°44′ пн. ш. 108°0′ сх. д. / 79.733° пн. ш. 108.000° сх. д. | Море Лаптєвих              | Проходить східніше острова Малий Таймир[ru], Росія Проходить східніше острова Великий[en], Росія |
| 76°55′ пн. ш. 108°0′ сх. д. / 76.917° пн. ш. 108.000° сх. д. | Росія                      | Проходить через півострів Таймир                                                                 |
| 76°54′ пн. ш. 108°0′ сх. д. / 76.900° пн. ш. 108.000° сх. д. | Затока Фаддєя[ru]          |                                                                                                  |
| 76°31′ пн. ш. 108°0′ сх. д. / 76.517° пн. ш. 108.000° сх. д. | Росія                      | Проходить через півострів Таймир                                                                 |
| 73°39′ пн. ш. 108°0′ сх. д. / 73.650° пн. ш. 108.000° сх. д. | Хатанзька затока           |                                                                                                  |
| 73°12′ пн. ш. 108°0′ сх. д. / 73.200° пн. ш. 108.000° сх. д. | Росія                      | Проходить через озеро Байкал та східніше Улан-Уде                                                |
| 49°40′ пн. ш. 108°0′ сх. д. / 49.667° пн. ш. 108.000° сх. д. | Монголія                   |                                                                                                  |
| 42°26′ пн. ш. 108°0′ сх. д. / 42.433° пн. ш. 108.000° сх. д. | КНР                        | Внутрішня Монголія Шеньсі Ганьсу Шеньсі Сичуань Чунцін Гуйчжоу Гуансі                            |
| 21°33′ пн. ш. 108°0′ сх. д. / 21.550° пн. ш. 108.000° сх. д. | В'єтнам                    | Приблизно на 10 км                                                                               |
| 21°27′ пн. ш. 108°0′ сх. д. / 21.450° пн. ш. 108.000° сх. д. | Південнокитайське море     | Тонкінська затока                                                                                |
| 16°18′ пн. ш. 108°0′ сх. д. / 16.300° пн. ш. 108.000° сх. д. | В'єтнам                    |                                                                                                  |
| 10°42′ пн. ш. 108°0′ сх. д. / 10.700° пн. ш. 108.000° сх. д. | Південнокитайське море     |                                                                                                  |
| 4°2′ пн. ш. 108°0′ сх. д. / 4.033° пн. ш. 108.000° сх. д.    | Індонезія                  | Проходить через острів Натуна-Бесар[en]                                                          |
| 3°56′ пн. ш. 108°0′ сх. д. / 3.933° пн. ш. 108.000° сх. д.   | Південнокитайське море     |                                                                                                  |
| 2°35′ пд. ш. 108°0′ сх. д. / 2.583° пд. ш. 108.000° сх. д.   | Індонезія                  | Проходить через острів Белітунг                                                                  |
| 3°15′ пд. ш. 108°0′ сх. д. / 3.250° пд. ш. 108.000° сх. д.   | Яванське море              |                                                                                                  |
| 6°17′ пд. ш. 108°0′ сх. д. / 6.283° пд. ш. 108.000° сх. д.   | Індонезія                  | Проходить через острів Ява                                                                       |
| 7°44′ пд. ш. 108°0′ сх. д. / 7.733° пд. ш. 108.000° сх. д.   | Індійський океан           |                                                                                                  |
| 60°0′ пд. ш. 108°0′ сх. д. / 60.000° пд. ш. 108.000° сх. д.  | Південний океан            |                                                                                                  |
| 66°35′ пд. ш. 108°0′ сх. д. / 66.583° пд. ш. 108.000° сх. д. | Антарктида                 | Проходить через Австралійську антарктичну територію (претендує Австралія)                        |